# Giovanni Della Casa

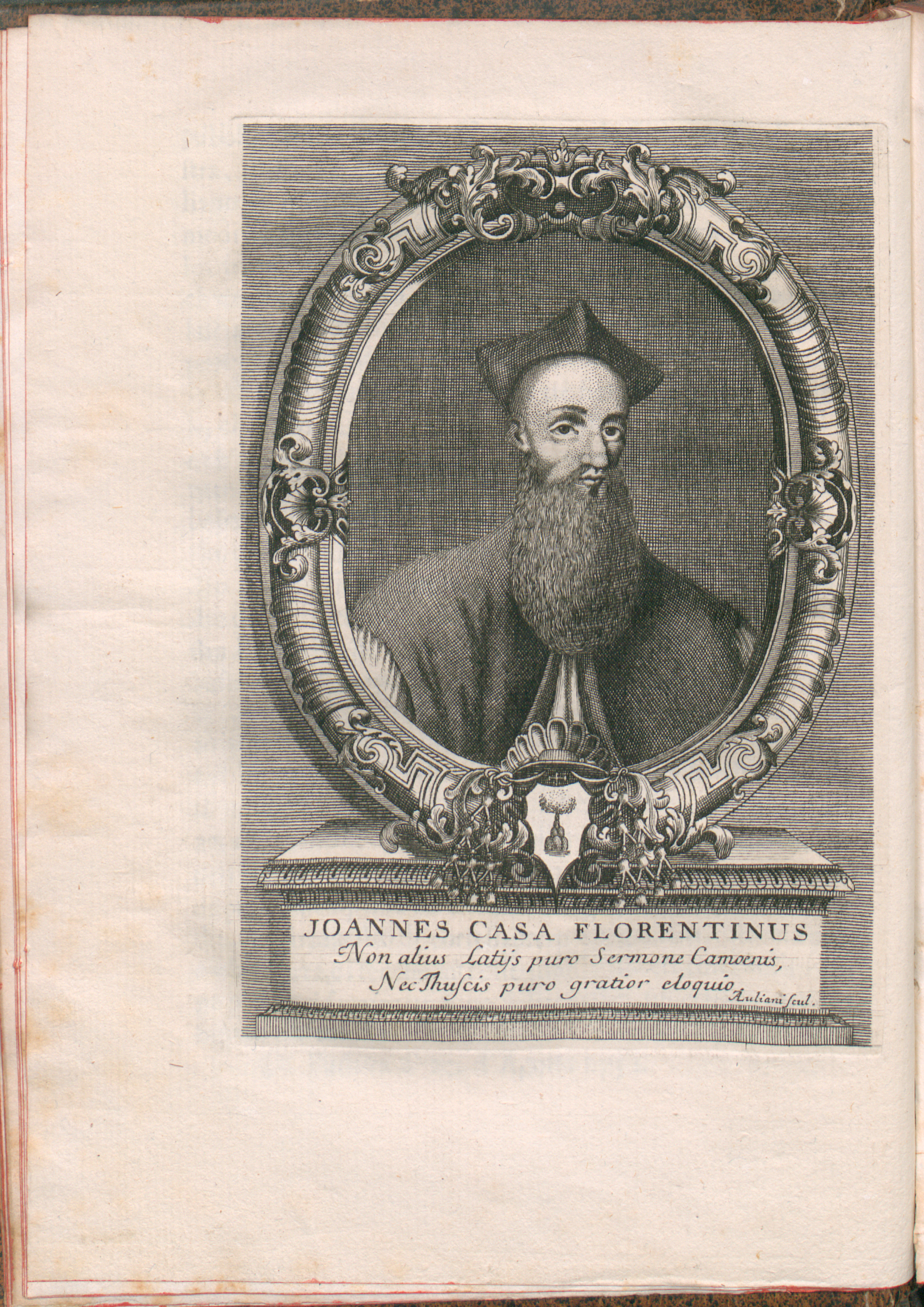
Giovanni Della Casa

Giovanni Della Casa (* 28. Juni 1503 im Mugello; † 14. November 1556 in Montepulciano) war ein italienischer Kleriker und Dichter.

## Leben
Giovanni della Casa wurde 1503 in der Provinz Mugello in der Toskana vermutlich in dem Dorf Della Casa, von dem seine Familie den Namen erhielt, geboren. Er studierte in Bologna und Florenz sowie seit 1528 in Padua bei Gelehrten wie Ubaldino Bandinelli (1494–1551) und Lodovico Beccadelli (1501–1572). 1529 wurde er in Rom zum Geistlichen geweiht. In dieser Zeit schrieb er vor allem Sonette, die sich durch Feierlichkeit und Ernsthaftigkeit auszeichnen, aber keine tieferen Gefühle offenbaren. Am 12. März 1537 wurde er an die apostolische Kammer berufen. 1541 war er in Florenz und wurde zum Mitglied der Florentiner Akademie. Nachdem er nach Rom zurückgekehrt war, wurde er 1544 zum Erzbischof von Benevent ernannt, hatte aber noch nicht einmal die Gelegenheit, seine neue Diözese zu besuchen, da er noch im selben Jahr päpstlicher Nuntius in Venedig wurde, von wo aus er das Konzil von Trient verfolgte. In Venedig führte er die Inquisition ein und sorgte für die ersten Prozesse gegen die Reformation in Italien. Im Jahr 1548 stellte er einen Index verbotener Bücher zusammen. Als Papst Paul III. versuchte, eine Liga gegen den Kaiser Karl V. im Bündnis mit Frankreich aufzustellen, schrieb er eine Orazione per la lega, um auch die Republik Venedig zum Alliierten des Papstes zu machen. Nachdem er bei seinem Gönner Alessandro Farnese in Ungnade gefallen war, zog er sich nach Nervesa in der Provinz Treviso zurück, wo er sein berühmtestes Werk Il Galateo ovvero de’ costumi („Der Galateo oder Von den Sitten“), ein Erziehungsbuch, dessen Name „Galateo“ in Italien ähnlich sprichwörtlich wurde wie der deutsche „Knigge“. Von Papst Paul IV. wurde er schließlich als vatikanischer Sekretär nach Rom berufen, wo er 1556 starb, ohne die angestrebte Kardinalswürde erlangt zu haben.

## Ausgaben und Übersetzungen
- John B. Van Sickle (Hrsg.): Giovanni della Casa’s Poem Book. Ioannis Casae Carminum Liber. Florence 1564. Arizona Center for Medieval and Renaissance Studies, Tempe 1999, ISBN 0-86698-236-1 (lateinischer Text mit englischer Übersetzung und Kommentar)
- Giovanni Della Casa: Vita di Pietro Bembo, hrsg. Antonino Sole, Fògola, Torino 1997 (zeitgenössische Biographie Pietro Bembos; lateinischer Text, italienische Übersetzung, Einführung)
- Giovanni della Casa: Der Galateo. Traktat über die guten Sitten. Aus dem Italienischen übersetzt von Michael Rumpf. Manutius, Heidelberg 1988, ISBN 3-925678-07-7